# تل بری
تل بری مربوط به دوران پیش از تاریخ ایران باستان است و در زاهد شهر، ۶۰۰ متری تل بری الف واقع شده و این اثر در تاریخ ۱۸ اردیبهشت ۱۳۸۰ با شمارهٔ ثبت ۳۸۲۰ به‌عنوان یکی از آثار ملی ایران به ثبت رسیده است.